# Francesco Dall'Olio
Francesco Dall'Olio detto Pupo (Modena, 30 dicembre 1953) è un allenatore di pallavolo ed ex pallavolista italiano, di ruolo palleggiatore.

## Carriera

### Giocatore
Palleggiatore, esordisce, sotto la guida di Franco Anderlini, nella prima squadra della Panini, con la quale, tra il 1972 e il 1981, vince due scudetti (1973-74 e 1975-76), due Coppe Italia (1978-79 e 1979-80) e una Coppa delle Coppe. Veste successivamente le maglie del Gonzaga Milano e della Zinella Bologna, vincendo con quest'ultima la Coppa Italia 1983-84, prima di fare ritorno a Modena nell'annata 1984-85.
Nelle due successive stagioni in gialloblù vince altre altrettante Coppe Italia (1984-85 e 1986-86), uno scudetto (1985-86), una Coppa CEV (1985) e una Coppa delle Coppe. Nella stagione 1986-87 passa alla Catania, prima di un'altra esperienza a Bologna e di un trasferimento alla Marconi di Spoleto.

Dall'Olio (in piedi, primo da sinistra) nella nazionale italiana finalista ai Mondiali 1978

Nel 1991 passa alla Gabeca, nelle cui file vince altre due Coppe delle Coppe (1991 e 1992); dopo un nuovo ritorno a Bologna, dove ottenne la promozione in A1 nel 1992-93, termina la sua carriera riapprodando a Modena in coincidenza della fortunata stagione 1994-95, in cui vinse il quarto scudetto, la sesta Coppa Italia e la quinta Coppa delle Coppe della sua carriera.
Viene convocato in nazionale 254 volte tra il 1972 (esordendo il 7 giugno nella gara persa per 3-0 contro la Cecoslovacchia al Torneo di Sofia) e il 1987, disputando complessivamente 243 gare. In maglia azzurra colleziona la medaglia d'argento ai Giochi del Mediterraneo di Algeri (1975), il secondo posto ai Mondiali di Roma (1978) e la medaglia di bronzo alle Olimpiadi di Los Angeles (1984).

### Allenatore
Inizia la sua carriera da allenatore all'Capurso Gioia nella stagione 1995-96, conclusa con la retrocessione in A2 della formazione pugliese. L'anno successivo ottiene però l'immediata promozione in massima serie alla guida della 4 Torri Ferrara.
Nel campionato 1997-98, ingaggiato dalla Daytona, vince Coppa Italia, Coppa dei Campioni e Supercoppa italiana. Passa quindi, nel corso della stagione successiva, al Parma in Serie A2 con cui, vincendo i play-off, ottiene la seconda promozione in massima serie della sua carriera. Durante la Serie A1 1999-00 sostituisce Maurizio Menarini a Ferrara, restando sulla panchina della società emiliana fino all'esonero a metà dell'annata seguente. Analogo esito ha la sua terza esperienza in A2, alla Grande di Asti nel campionato 2001-02.
Dalla stagione 2002-03 a quella 2004-05 è allenatore del Sempre Padova, per passare quindi al Piacenza; con quest'ultima vince la Top Teams Cup e raggiunge la finale-scudetto al termine della stagione 2006-07. Nel campionato 2007-08 allena il Perugia, dove viene esonerato in febbraio. Dal novembre 2008 fino alla fine della stagione 2008-09 sostituisce Renan Dal Zotto sulla panchina del Treviso. Inizia la Serie A2 2010-11 allenando la Sir Safety Perugia, ma dopo pochi mesi viene sollevato dall'incarico.
Dopo qualche anno di inattività, nel 2015 entra come assistente nello staff della nazionale femminile guidato da Marco Bonitta. Nel corso della stagione 2016-17 viene ingaggiato dalla Tricolore di Reggio Emilia, in Serie A2, dove sostituisce il dimissionario James Costi.
Successivamente, dopo un anno come allenatore della VBSM di San Martino in Rio, nel 2020 diventa allenatore della Stadium Pallavolo Mirandola, con la quale conquista la promozione in Serie A3 vincendo i playoff al termine della stagione 2021-2022.
Rimane nel club emiliano per la prima stagione professionistica nel 2022-2023. Dalla stagione 2023 è allenatore della Kerakoll Sassuolo.

## Palmarès

### Giocatore
- Campionato italiano: 4

Modena: 1973-1974, 1975-1976, 1985-1986, 1994-1995
- Coppa Italia: 6

Modena: 1978-1979, 1979-1980, 1984-1985, 1985-1986, 1994-1995
Zinella Bologna: 1983-84
- Coppa delle Coppe: 5

Modena: 1979-1980, 1985-1986, 1994-1995
Gabeca Montichiari: 1990-1991, 1991-1992
- Coppa CEV: 1

Modena: 1984-1985

### Allenatore
- Supercoppa italiana: 1

Modena: 1997
- Coppa Italia: 1

Modena: 1997-1998
- Coppa dei Campioni: 1

Modena: 1997-98
- Top Teams Cup: 1

Piacenza: 2005-06